# La Lega dei Capelli Rossi
La Lega dei Capelli Rossi (The Red-Headed League) è un racconto giallo del 1891, il secondo dei 56 che vedono protagonista Sherlock Holmes scritti dall'autore britannico Arthur Conan Doyle. La storia fu pubblicata originariamente nel 1891 nel numero di agosto della rivista The Strand Magazine e fu la seconda ad essere inclusa alla raccolta Le avventure di Sherlock Holmes. Inoltre, lo stesso Conan Doyle l'ha collocata al secondo posto fra le sue 12 storie preferite.

## Trama
Jabez Wilson, proprietario di un banco dei pegni, si presenta al 221B di Baker Street in veste di cliente; osservandone l'aspetto fisico, Holmes e Watson notano i suoi capelli rossi, di un colore particolarmente acceso. Wilson spiega che alcune settimane prima il suo giovane assistente, Vincent Spaulding, lo convinse a rispondere ad un annuncio sul giornale da parte della Lega dei Capelli Rossi, nel quale si offriva un lavoro ben pagato per le sole persone di capelli rossi. Il mattino successivo, Wilson si mise in coda fra innumerevoli aspiranti, finendo per essere l'unico assunto: a detta del suo datore, Duncan Ross, i capelli degli altri erano troppo chiari o troppo scuri, ma solo lui possedeva quella tinta così peculiare.
Wilson spiega che la sua attività economica non fruttava abbastanza, e poiché nel suo negozio lavorava principalmente di sera decise di accettare l'incarico, alternando così i due lavori. Lo stipendio offerto era di 4 sterline alla settimana (l'equivalente odierno di circa 400 £/settimana), ma si accorge ben presto che il lavoro, da svolgere in un ufficio spoglio, era alquanto inusuale e inutile: avrebbe dovuto copiare a mano l'intera Enciclopedia Britannica. Wilson, con il tempo, inizia ad essere incuriosito e interessato dal lavoro, fin quando una mattina trova sulla porta dell'ufficio un cartello con su scritto "LA LEGA DEI CAPELLI ROSSI È SCIOLTA. 9 ottobre, 1890".
Stupito, si reca dal padrone dello stabile, il quale gli spiega di non aver mai sentito il nome Duncan Ross, e che conosce invece quell'uomo con il nome di William Morris, procuratore legale appena trasferitosi a un altro indirizzo. Wilson si reca all'indirizzo specificato, trovando tuttavia solo un fabbricante di rotule artificiali; conclude la narrazione esternando la frustrazione per avere perso il suo salario.
Holmes e Watson ridono inizialmente della vicenda, ma Holmes assicura l'uomo che entro lunedì avrà risolto il suo caso. Prima di andarsene, Wilson descrive l'aspetto fisico di Spaulding, dal quale Holmes si reca subito per vederlo di persona, quindi nota che i suoi pantaloni sono sporchi all'altezza del ginocchio. Inoltre il detective picchietta il pavimento di fronte al banco dei pegni con il suo bastone, per poi annunciare di avere risolto il caso e chiamare l'ispettore Jones e il signor Merryweather, direttore di una banca situata lì vicino.
Infine, Holmes torna a Baker Street e spiega a Watson come ha risolto il caso.

## Ambientazione

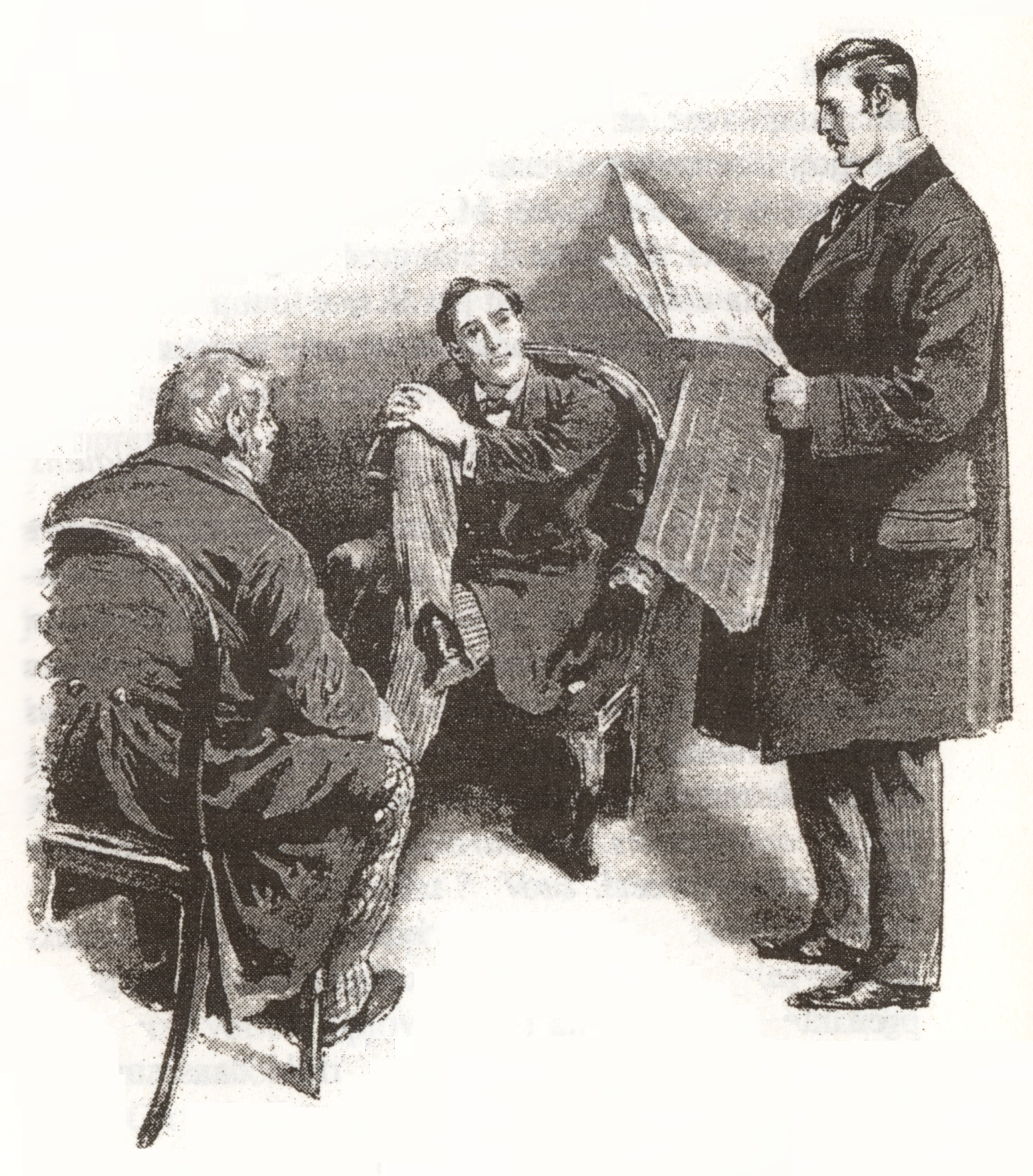
Watson legge il giornale a Holmes e Wilson.

Analizzando le date indicate nella storia, si nota che non corrispondono con le descrizioni date dai personaggi. Infatti, Wilson dichiara di aver visto l'annuncio il 27 aprile 1890 e di avere lavorato 8 settimane, ma in seguito afferma "Solo due mesi fa". Ciò significa che gli avvenimenti narrati dovrebbero svolgersi attorno alla fine di giugno, quando invece Watson, nel primo rigo del racconto, spiega che l'incontro con Holmes avvenne "un giorno d'autunno dello scorso anno"; inoltre il cartello sulla porta dell'ufficio riporta la data 9 ottobre 1890, cioè sei mesi dopo la pubblicazione dell'annuncio.
Dorothy L. Sayers ha analizzato questa discrepanza ed è giunta alla conclusione che le due date debbano essere state, rispettivamente, il 4 agosto e il 4 ottobre.
Va comunque notato il fatto che Doyle, nelle sue opere, si lascia spesso sfuggire errori cronologici, fra i quali questo non ha particolare importanza ai fini della narrazione.

## Adattamenti
Al racconto sono ispirate diverse opere cinematografiche, delle quali seguono alcuni esempi.
- Un omonimo episodio della serie TV Sherlock Holmes (1951).[8]
- Un episodio della serie TV Sherlock Holmes (1965).[9]
- Nella serie TV Le avventure di Sherlock Holmes, un piano simile a quello narrato è ideato dal professor Moriarty e Clay è il suo allievo criminale.

## Altri media
- Nel film-parodia Senza indizio (1988), si possono osservare Clay e Archie irrompere nella Royal Gallery.
- Nella serie di romanzi 87º Distretto, lo stesso espediente è utilizzato in Chiamate Frederick 7-8024 per confondere i detective.
- Nella serie a fumetti Batman and Robin viene citata esplicitamente la storia dal cattivo Una Nemo. Batman commenta "Una storia in cui il punto principale-" e Nemo conclude "non è quello che sembra".
- Nell’anime Detective Conan la storia viene citata negli episodi 225 (ep. 244 della versione italiana, Un criminale poco furbo) e 464 (ep. 504 della versione italiana, L’ombra dell’organizzazione - terza parte)
- Nella serie TV American Dad! la storia viene citata nell'episodio Escape From Pearl Balley (2008).